# 細見駅
細見駅（ほそみえき）は、かつて宮崎県延岡市細見町にあった高千穂鉄道高千穂線の駅である。2007年（平成19年）の高千穂線部分廃線に伴い廃止された。

## 歴史
- 1957年（昭和32年）2月1日：国有鉄道日ノ影線の駅として開業[1]。
- 1987年（昭和62年）4月1日：国鉄分割民営化により九州旅客鉄道の駅となる[1]。
- 1989年（平成元年）4月28日：第三セクター転換により高千穂鉄道の駅となる[2]。
- 2005年（平成17年）9月6日：台風14号による被害で高千穂線が全線運休となる。
- 2007年（平成19年）9月6日：延岡 - 槇峰間廃線により廃駅。

## 駅構造
単式ホーム1面1線を持つ地上駅であった。無人駅で、ホーム上に待合所が設置されていた。

## 利用状況
1日平均乗車人員は4人であった（2003年度）。

## 駅周辺
- 国道218号
- 宮崎県道49号北方土々呂線 - 五ヶ瀬川の対岸を通る道路。国道218号や宮崎県道235号線との間を結ぶ橋として、上南方橋が架けられている。
- 宮崎県道235号樫原細見線
- 五ヶ瀬川[2]
- 細見川

かつてはJAのべおか（現・JAみやざき）細見出張所が近隣にあったが、同出張所は 2005年（平成17年）10月に閉鎖した。

## 現状
取り壊されており跡形はなくなっている。駅東側、細見川を渡った先に盛土の跡がある。

## 隣の駅
高千穂鉄道
■高千穂線
行縢駅 - 細見駅 - 日向岡元駅